# Боадилья (хоккейный клуб)
«Боадилья» — испанский хоккейный клуб из города Боадилья-дель-Монте. Выступает в Испанской хоккейной суперлиге. Основан в 1979 году. Домашний стадион клуба — Palacio de Hielo Dreams.

## Достижения клуба
- 1980 — 6-е место
- 1981 — 7-е место
- 1982 — 1-е место в Сегунде
- 1983 — 6-е место
- 1984 — 1-е место в Сегунде
- 1985 — 6-е место
- 1986-1988 — Не участвовал
- 1989 — 6-е место
- 1990 — 6-е место